# 神奇的漢字
《神奇的汉字》是中国大陆湖南卫视推出的一档汉字文化竞技类综艺節目，主持人为何炅与杜海涛，汉字专家有王磊、郑贤章、郦波、鵬宇、楊雨等。節目中的参赛选手来自各行各业，涵盖各年龄段。《神奇的汉字》由湖南衛視刘伟工作室与刘建立工作室共同打造。其於2019年3月27日啟動錄製，並於2019年6月10日起每週一至週四19:30接档《放学后》播出。2019年9月1日起播出時間改為每週日19:30。该节目是2019年国家广播电视总局的重点文化创意扶持题材节目。

## 節目格式
《神奇的汉字》的节目格式如下：

### 第一部分
每期（週一至週三）节目选手将组成红蓝两队（红队队长：胡一天／黄新淳／高天鹤／仝卓／尤長靖／熊梓淇／林一；蓝队队长：仝卓／黄明昊／于小彤／王鶴棣／沈夢辰／李汶翰），並进行汉字挑战。挑战分为三轮，每一轮每队将派出三位选手与队长一起挑战，先答出答案并且正确组词者获得胜利，而对方选手将会在本轮淘汰。三轮过后积分高的队伍将获胜並获得完成心愿的奖励。节目中两位汉字专家，会选出四名汉字精英，进行週四的汉字精英赛。

#### 題型
- 汉字組裝：两队选手依次抢答，每一题在8秒之内必须根据给出的三个部分组合並猜字。

例题：从下列三个部分中识别出一字并组词。答案： 
- 汉字組裝升級版：与原版相同，但会给出四个部分，需在內選出三个部分组合並猜字。

例题：从下列四个部分中识别出一字并组词。（小 白 厂 子）答案：原（去除 子）
- 以小见大：两队选手依次抢答，每一题在8秒之内根据圖片中只显示了局部的汉字來猜字。

- 汉字演变：两队选手依次抢答，每一题在8秒之内根据圖片中不同時期的汉字來猜字。

- 成語还原：给出的成语中，有三个字缺少了一部分。两队选手依次抢答，每一题在8秒之内根据圖片将成语正确还原。

例题：从下列四个部分中将成语正确还原。答案：闭月羞花
- 成語还原升級版：与原版相同，但给出的成语中，四个字都会缺少一部分。

- 水落石出：两队选手依次抢答，每题在8秒内猜出被遮住的汉字，而被遮住的部分，将会在倒数时慢慢现形，先答出答案并正确组词者获胜。

- 組词猜字：两队选手依次抢答，每题在8秒内给出的十字格填写中间的字，使它能与任意方向组合成词。

|    | 抽       |    |
| 失 | 答案：血 | 液 |
|    | 型       |    |

- 組词猜字升級版：与原版相同，但会给出品字格。
- 成語聯想：在8秒內進行搶答，根據九宮格內閃現出現的字猜出成語。
- 漢字打假：雙方搶答，每題在8秒內選出有錯字的成語。
- 可逆詞語：在8秒內從六個字中挑出兩個字組成可逆詞語。
- 拼音打假：兩隊選手依次搶答，在8秒內根據給出的不同讀音選出正確選項。

### 第二部分
週四挑战仍分为三轮，規則及題型與第一部分相同，三轮过后积分高的队伍将进入汉字精英榜。

## 播出信息
| 期数       | 首播日期   | 紅队                                         | 隊長   | 藍队                                             | 隊長   | 获胜队      | 備註                      |
| ---------- | ---------- | -------------------------------------------- | ------ | ------------------------------------------------ | ------ | ----------- | ------------------------- |
| 第一期     | 2019 06 10 | 吳曉茹、熊穩穩、张墨、唐杰、李浩飞、世龙     | 胡一天 | 吳曉彤、熊嘉穩、张峻旗、唐雨婷、李青卓、梓豪     | 仝卓   | 紅隊（2-1） | 哥哥姐姐 V.S 弟弟妺妺     |
| 第二期     | 2019 06 11 | 蔡保来、曾凡瑞、孙琪、王一迪、罗超、吴灶鑫   | 胡一天 | 王丹、陈正利、章程、唐锐、陈磊、唐柏林           | 仝卓   | 紅隊（2-0） | 快递小哥 V.S 外卖小哥     |
| 第三期     | 2019 06 12 | 小玉醤、王梦莎、阿秀、丁兰、紅豆、蓝俊伟     | 胡一天 | 宝強姐、岳云云、孙国帅、卓亨堬、冬瓜哥哥、卢泽涛 | 仝卓   | 藍隊（2-0） | 仿妝达人 V.S 撞脸         |
| 第四期     | 2019 06 13 | 熊穩穩、张墨、王一迪、吴灶鑫、小玉醤、王梦莎 | 胡一天 | 张峻旗、梓豪、王丹、唐锐、冬瓜哥哥、卢泽涛       | 仝卓   | 紅隊（2-1） | 菁英賽                    |
| 第五期     | 2019 06 17 | 敖珞珈、刘木子、听月、鹤川、庄翰、李昃佑     | 胡一天 | 胡晓、方洋飞、逍遥哥哥、刘丰、赵奂然、刘宇       | 仝卓   | 紅隊（2-1） | 盛世美顏 V.S 無雙才藝     |
| 第六期     | 2019 06 18 | 徐绵、宋辞、申宇、朱一丹、李倩茹、张静雯     | 胡一天 | 吴嘉宝、敖雪、黄琳静、付鹏、巫源清、苏洋旸       | 仝卓   | 紅隊（2-0） | 最強的矛 V.S 最強的盾     |
| 第七期     | 2019 06 19 | 阿明、王小森、楚楚、南明、一孜、陈峥         | 胡一天 | 阿亮、王小龙、俏俏、柏明、一孚、陈嵘             | 仝卓   | 紅隊（2-1） | 複製 V.S 黏貼             |
| 第八期     | 2019 06 20 | 刘木子、听月、徐绵、宋辞、楚楚、一孜         | 胡一天 | 赵奂然、刘宇、吴嘉宝、付鹏、俏俏、一孚           | 仝卓   | 紅隊（2-1） | 菁英賽                    |
| 第九期     | 2019 06 24 | 小方、罗拉、喊菜哥、章大桓、董岩磊、密子君   | 黄新淳 | 陈晨、小五、程璐、魏思澄、庞涛、王晨艺           | 黄明昊 | 藍隊（2-1） | 美食達人 V.S 健身達人     |
| 第十期     | 2019 06 25 | 刘叶琳、刘萍、韩俊玲、胡婷婷、单梅芳、王凤云 | 黄新淳 | 谢亦轩、王兴博、韩悅、李品珂、单依纯、马梦曦     | 黄明昊 | 藍隊（2-0） | 媽媽 V.S 儿女             |
| 第十一期   | 2019 06 26 | 黄鼎义、李黑帅、赖煜哲、瘦哥、韩露、俞楠     | 黄新淳 | 吴文昌、彭港琦、商振博、胖哥、赵星、秦一杰       | 黄明昊 | 藍隊（2-1） | 老哥 V.S 老弟             |
| 第十二期   | 2019 06 27 | 王凤云、喊菜哥、黄鼎义、小方、刘萍、赖煜哲   | 黄新淳 | 马梦曦、赵星、魏思澄、王兴博、商振博、王晨艺     | 黄明昊 | 紅隊（2-1） | 菁英賽                    |
| 第十三期   | 2019 07 01 | 王子豪、姜博揚、董騰、梅琳琳、倉鈺、蔣唯     | 高天鶴 | 李紅娣、牛雪婷、楊李妹、任帥、劉昭、馬上         | 仝卓   | 紅隊（2-1） | 語文老師 V.S 文體大聯盟   |
| 第十四期   | 2019 07 02 | 韓璐、錢薏、潘穎、方璇、鄭鑫遙、程絲         | 高天鶴 | 李忠持、劉充、洪瑞祥、李瀟翔、于婉瑩、葉迅敏     | 仝卓   | 紅隊（2-1） | 北大博士 V.S 清大博士     |
| 第十五期   | 2019 07 03 | 瓜爾佳彤、三ㄚ、郭冰、石晶暉、朗東哲、史元庭 | 高天鶴 | 張恩豪、黃中柳、鄭海浩、羅微、張嬢嬢、王宛尘     | 仝卓   | 紅隊（3-0） | 東北大亂燉 V.S 西南麻辣燙 |
| 第十六期   | 2019 07 04 | 劉彬濠、蔡程昱、翟李朔天、李琦、代瑋、龔子棋 | 高天鶴 | 陳博豪、李文豹、李彥鋒、梁朋杰、方書劍、張超     | 仝卓   | 藍隊（2-0） | 聲入人心 第一季 特輯      |
| 第十七期   | 2019 07 08 | 謝亞莉、許瑞、鄭林娜、李月兒、班宇浩、聶學奎 | 胡一天 | 陳飛雄、李斌、羅丁、胡桂敏、葉子、劉迎奧         | 仝卓   | 藍隊（2-1） | 師傅 V.S 徒弟             |
| 第十八期   | 2019 07 09 | 阚德雨、朱倩、詹婷、李葉子、王婧、鍾文祺     | 胡一天 | 孟凡琦、劉格、向虹鈺、徐敏、蘇琳、劉莎           | 仝卓   | 藍隊（2-1） | 動姐 V.S 空姐             |
| 第十九期   | 2019 07 10 | 李子璇、月月、魏思迪、紅梅、王貽萱、王梓薇   | 胡一天 | 康渝茜、阿茶、李萌萌、趙英男、姜翔天、張開泰     | 仝卓   | 藍隊（2-1） | 閨蜜 V.S 閨蜜             |
| 第二十期   | 2019 07 11 | 王梓薇、班宇浩、李月兒、李子璇、詹婷、李葉子 | 胡一天 | 張開泰、孟凡琦、劉莎、康渝茜、李斌、胡桂敏       | 仝卓   | 紅隊（2-1） | 菁英賽                    |
| 第二十一期 | 2019 0715  | 郭佳遙、陳超、李艷、馬躍、易旭丹、張立敏     | 黃新淳 | 武尊、李愷杰、高文泉、孫珍妮、鍾易軒、王曉詩     | 于小彤 | 藍隊（2-1） | 老師 V.S 學生             |
| 第二十二期 | 2019 07 16 | 元浩、李亞璋、楊彩瑤、廖博妍、安驍、羅冠華   | 黃新淳 | 劉宇杰、陳永晋、申倪、董潤琪、張依然、侯魯甲     | 于小彤 | 藍隊（2-0） | 社團前輩 V.S 社團後輩     |
| 第二十三期 | 2019 07 17 | 董函謹、李政軍、朱哲立、唐九洲、李雪琴、呂妍 | 黃新淳 | 張銘軒、李鵬、沈伊婧、劉盼、王峙超、劉峰磊       | 于小彤 | 紅隊（2-0） | 熱門專業 V.S 冷門專業     |
| 第二十四期 | 2019 07 18 | 馬躍、羅冠華、李雪琴                         | 黃新淳 | 鍾易軒、張銘軒、張依然                           | 于小彤 | 紅隊（3-0） | 菁英賽                    |
| 第二十五期 | 2019 07 22 | 林思意、孫芮、陸婷                           | 仝卓   | 莫寒、張語格、孫珍妮                             | 王鶴棣 | 紅隊        | 女漢子 V.S 軟妹子         |
| 第二十六期 | 2019 07 23 | 籍皓、諸葛陳楊、粘婉柔                       | 仝卓   | 蒯家樂、粘凱志、千喆                             | 王鶴棣 | 藍隊        | 長輩 V.S 晚輩             |
| 第二十七期 | 2019 07 24 | 何宜霖、宋宇航、周士原                       | 仝卓   | 方曉東、王上、何亮辰                             | 王鶴棣 | 藍隊        | 聲入人心 第二季 特輯      |
| 第二十八期 | 2019 07 25 | 林思意、諸葛陳楊、方曉東                     | 仝卓   | 孫珍妮、千喆、何亮辰                             | 王鶴棣 | 紅隊        | 菁英賽                    |
| 第二十九期 | 2019 07 29 | 范程、史寶慶、武力                           | 胡一天 | 范晶、史悅成、武星                               | 仝卓   | 藍隊        | 父親 V.S 孩子             |
| 第三十期   | 2019 07 30 | 趙小果、張銘浩、孫嘉鍇                       | 胡一天 | 張恩碩、張俊一、郭殿甲                           | 仝卓   | 紅隊        | 活力少年 V.S 文靜少年     |
| 第三十一期 | 2019 08 01 | 武力、張銘浩、張鶴倫                         | 胡一天 | 范晶、張恩碩、孟鶴堂                             | 仝卓   | 藍隊        | 菁英賽                    |
| 第三十二期 | 2019 08 04 | 何九華、周九良、郎鶴炎                       | 胡一天 | 張鶴倫、孟鶴堂、尚九熙                           | 仝卓   | 藍隊        | 相聲捧哏 V.S 相聲逗哏     |
| 第三十三期 | 2019 08 05 | 劉彬濠、蔡程昱、翟李朔天、李琦、代瑋、龔子棋 | 高天鶴 | 陳博豪、李文豹、李彥鋒、梁朋杰、方書劍、張超     | 仝卓   | 紅隊        | 聲入人心 第一季 特輯      |
| 第三十四期 | 2019 08 06 | 濤媽、肖福平、常娥、杜玉芬、小燕子、朱國平   | 尤長靖 | 葉文灝、馮瀚圃、王琥琳、唐日輝、大東、田野       | 沈夢辰 | 紅隊        | 廣場阿姨 V.S 籃球少年     |
| 第三十五期 | 2019 08 07 | 黛麗婭、米蘭、譚美、大衛、李帥、維克多       | 尤長靖 | 周鳳濤、趙健、謝浚、小水、李濤、丹娜             | 沈夢辰 | 藍隊        | 中外夫妻 V.S 中外夫妻     |
| 第三十六期 | 2019 08 08 | 蔡程昱、代瑋、濤媽、小燕子、米蘭、譚美       | 尤長靖 | 李文豹、梁朋杰、大東、田野、周鳳濤、謝浚         | 沈夢辰 | 紅隊（2-1） | 菁英賽                    |
| 第三十七期 | 2019 08 11 | 張依然、喊菜哥、蔡程昱                       | 熊梓淇 | 葉文灝、李鵬、小方                               | 于小彤 | 紅隊        | 菁英返場特輯              |
| 第三十八期 | 2019 08 13 | 唐九洲、張墨、周九良                         | 熊梓淇 | 武尊、徐敏、孟鶴堂                               | 于小彤 | 紅隊        | 菁英返場特輯              |
| 第三十九期 | 2019 08 14 | 唐九洲、張墨、周九良                         | 熊梓淇 | 張依然、喊菜哥、蔡程昱                           | 于小彤 |             | 菁英返場 晉級賽           |
| 第四十期   | 2019 08 15 | 唐九洲、張墨、周九良                         | 熊梓淇 | 張依然、蔡程昱、孟鶴堂                           | 于小彤 | 藍隊        | 終極菁英對抗賽            |
| 第四十一期 | 2019 08 27 |                                              | 黄明昊 |                                                  | 彭昱暢 | 藍隊        | 數學老師 V.S 英文老師     |
| 第四十二期 | 2019 08 28 |                                              | 黄明昊 |                                                  | 彭昱暢 | 藍隊        | 上司 V.S 下属             |
| 第四十三期 | 2019 08 29 |                                              | 黄明昊 |                                                  | 彭昱暢 | 紅隊        | 经纪人V.S 艺人            |
| 第四十四期 | 2019 09 01 |                                              | 黄明昊 |                                                  | 彭昱暢 | 紅隊        | 菁英賽                    |
| 第四十五期 | 2019 09 15 |                                              | 林一   |                                                  | 李汶翰 | 紅隊        |                           |
| 第四十六期 | 2019 10 06 |                                              | 林一   |                                                  | 李汶翰 | 紅隊        |                           |
| 第四十七期 | 2019 10 13 |                                              | 林一   |                                                  | 李汶翰 |             |                           |
| 第四十八期 | 2019 10 24 |                                              | 林一   |                                                  | 李汶翰 | 紅隊        | 終極菁英對抗賽            |

## 评价
- 《广州日报》在该节目播出時评论道，《神奇的汉字》的参与者基本不设门槛限制，来自各行各业、各年龄段的普通人占据最大比重，“趣味性知识性兼顾，激发观众参与感”[5]。

## 收视率
| 中国大陆 湖南卫视 首播收视率 |               |        |          |       |           |           |           |      |
| 集數                         | 播出日期      | CSM55  | CSM55    | CSM55 | CSM全国网 | CSM全国网 | CSM全国网 | 備註 |
| 集數                         | 播出日期      | 收視率 | 收視份額 | 排名  | 收視率    | 收視份額  | 排名      | 備註 |
| 1                            | 2019年6月10日 | 0.331  | 1.452    | 5     |           |           |           |      |
| 2                            | 2019年6月11日 | 0.268  | 1.163    | 6     |           |           |           |      |
| 3                            | 2019年6月12日 | 0.242  | 1.047    | 6     |           |           |           |      |
| 4                            | 2019年6月13日 | 0.342  | 1.407    | 4     |           |           |           |      |
| 5                            | 2019年6月17日 | 0.317  | 1.563    | 6     |           |           |           |      |
| 6                            | 2019年6月18日 | 0.357  | 1.524    | 5     |           |           |           |      |
| 7                            | 2019年6月19日 | 0.348  | 1.515    | 4     |           |           |           |      |
| 8                            | 2019年6月20日 | 0.406  | 1.661    | 5     |           |           |           |      |

1. 数据由广视索福瑞提供，调查范围为四岁以上之观众。
2. 以上收视排名不包括央视在内。
3. 资料来源：卫视这些事儿、卫视小露电、TV未知数。

## 外部連結
- 湖南卫视神奇的汉字的新浪微博

| 中国大陆 湖南卫视 每週一至週四 19:30－20:00（如当日《新闻联播》超时则顺延播出） · 7月31日、8月12日、19日至22日 暂停播映 · 8月4日、11日 19:30－20:00 | 中国大陆 湖南卫视 每週一至週四 19:30－20:00（如当日《新闻联播》超时则顺延播出） · 7月31日、8月12日、19日至22日 暂停播映 · 8月4日、11日 19:30－20:00 | 中国大陆 湖南卫视 每週一至週四 19:30－20:00（如当日《新闻联播》超时则顺延播出） · 7月31日、8月12日、19日至22日 暂停播映 · 8月4日、11日 19:30－20:00 |
| --- | --- | --- |
| | 神奇的漢字 （2019年6月10日－2019年8月29日） | |
| 放學後 （2019年3月18日－2019年6月6日） | 第十八届「汉语桥」世界大学生中文比赛（决赛） （2019年9月2日－2019年9月12日）時光的旋律 （2019年9月16日－2019年10月17日）                            | |
| 中国大陆 湖南卫视 每週日 19:30－20:00 · 9月8日、22日、29日、10月20日暂停播映 · 10月24日 19:30－20:00                                                | | |
| 神奇的漢字（精編版） （2019年8月4日－2019年8月25日）                                                                                                | 神奇的漢字 （2019年9月1日－2019年10月24日） | — |